# オシ州
座標: 北緯40度0分 東経73度0分 / 北緯40.000度 東経73.000度
オシ州（キルギス語: Ош областы、ロシア語: Ошская область）は、キルギスの州。州都はオシで、北から時計回りにジャララバード州、ナルイン州、中国の新疆ウイグル自治区、タジキスタン、バトケン州、ウズベキスタンとそれぞれ接する。

## 地理
人口はフェルガナ盆地の北部に集中している。アライ山地が連なる南部に近づくにつれ標高は上昇し、トランスアルタイ山地でタジキスタンと国境を接する。東のナルイン州との境は、おおよそフェルガナ山地の尾根にあたる。フェルガナ盆地でナルイン川と合流しシルダリヤ川となる、カラダリヤ川の流域である。
オシからタジク国境にかけて、M41高速道が州南部を走る。サリタシからは支線が中国国境のイルケシュタム峠に通じている。
オシからウズベキスタンのホドジャーバードに至る道路を国境から4kmほど行ったウズベク領に、キルギスで唯一の飛び地であるバラク村（人口627人）がある。この村はオシ州のカラスー地区に属する。

## 人口統計
オシ市を除く州内には2009年時点でノーカト、ウズゲン、カラスーの3町および2つの都市型集落、474の村がある。2009年の人口・住宅国勢調査に基づく総人口は99万9576人。このうち8万2841人が都市部に、91万6735人が地方に住む。
キルギス国内のウズベク人は、過半数がこの州に集中している。ウズベク人は州人口の33%、国内のそれの14.5%を占めている。

### 民族構成
データは2009年の国勢調査による。
| 民族               | 総人口     | 割合  |
| ------------------ | ---------- | ----- |
| キルギス人         | 75万8036人 | 68.6% |
| ウズベク人         | 30万8688人 | 28.0% |
| ウイグル人         | 1万1181人  | 1%    |
| トルコ人           | 1万934人   | 1%    |
| タジク人           | 6711人     | 0.6%  |
| アゼルバイジャン人 | 3224人     | 0.3%  |
| ロシア人           | 1552人     | 0.1%  |
| タタール人         | 1337人     | 0.1%  |
| ドンガン人         | 793人      | 0.1%  |
| その他             | 1792人     | 0.2%  |

## 下位行政区
オシ州は下記の7地区からなる。
| 地区名             | 中心地             |
| ------------------ | ------------------ |
| ウズゲン地区       | ウズゲン           |
| カラスー地区       | カラスー           |
| アラヴァン地区     | アラヴァン         |
| ノーカト地区       | エスキ・ノーカト   |
| チョン・ガライ地区 | ダロート・コルゴン |
| アライ地区         | グルチャ           |
| カラ・クルジャ地区 | カラ・クルジャ     |